# Nikkel
Nikkel is een scheikundig element met symbool Ni en atoomnummer 28. Het is een zilverwit/grijs overgangsmetaal.

## Ontdekking
In het gebied dat tegenwoordig bekend is als Syrië zijn bronzen voorwerpen gevonden die nikkel bevatten. De oudste sporen van het gebruik van nikkel leiden terug tot 3500 v.Chr. Uit oude Chinese geschriften blijkt dat nikkelhoudende mineralen zoals nikkoliet werden gebruikt om glas een groene kleur te geven.
Vaak werd het roodkleurige nikkelerts nikkoliet (ook: nikkolien of roodnikkelkies, NiAs), aangezien voor kopererts. Koper is een element waarmee nikkel veel overeenkomsten heeft. In 1751 probeerde Axel Fredrik Cronstedt koper te isoleren uit nikkoliet. Tot zijn verbazing bleef er een zilverwit poeder over dat hij nickel noemde, naar het Duitse woord Kupfernickel. Mijnwerkers gebruikten dat woord voor het erts waaruit geen koper te winnen viel en dat slechts het ongewenste nikkel opleverde. Boosaardige aardgeesten, Nickeln, werden daarvoor verantwoordelijk gehouden. Een soortgelijke etymologie kent het element kobalt; hier zouden kobolden het kwade werk verrichten.
Vanaf 1860 werd nikkel gebruikt voor muntgeld in een legering met koper.

## Toepassingen
Het grootste deel, circa 70%, van het wereldwijd geproduceerde nikkel wordt gebruikt bij de productie van roestvast staal. Het wordt verder gebruikt voor allerlei andere legeringen waaronder hastelloy, incoloy, inconel. Andere toepassingen zijn:
- Oplaadbare batterijen (nikkel-cadmium of nikkel-metaalhydride)
- Muntgeld (euromunten, alleen €1 en €2)
- Als katalysator (zogenaamd "raneynikkel") voor verharding en de ontzwaveling van aardolie.

## Opmerkelijke eigenschappen
Nikkel is ferromagnetisch. De aardkern bevat naast ijzer een aanzienlijke hoeveelheid nikkel.

## Verschijning
De belangrijkste bronnen van nikkel zijn de mineralen limoniet, garniriet en pentlandiet. De laatste komt alleen voor in magma dat in vulkanen naar de oppervlakte komt.
Ongeveer 35% van alle wereldwijd gedolven nikkel komt uit bronnen rond Norilsk, Rusland. Verder zijn er bronnen te vinden in Canada (30%; in Ontario), Australië, Cuba en Indonesië.

## Ionen
In de natuur komt nikkel niet als vrij metaal voor. Het metaal vormt voornamelijk tweewaardig positieve ionen. Zonder verdere toevoeging met betrekking tot de lading wordt naar dit ion verwezen.  Onder de speciale omstandigheden van het opladen van een nikkel-cadmiumbatterij wordt ook het Ni3+-ion gevormd.

## Isotopen
| Stabielste isotopen | Stabielste isotopen | Stabielste isotopen      | Stabielste isotopen      | Stabielste isotopen      | Stabielste isotopen      |
| Iso                 | RA (%)              | Halveringstijd           | VV                       | VE (MeV)                 | VP                       |
| ------------------- | ------------------- | ------------------------ | ------------------------ | ------------------------ | ------------------------ |
| 58Ni                | 68,077              | stabiel met 30 neutronen | stabiel met 30 neutronen | stabiel met 30 neutronen | stabiel met 30 neutronen |
| 59Ni                | syn                 | 7,6×104 j                | EV                       | 1,072                    | 59Co                     |
| 60Ni                | 26,223              | stabiel met 32 neutronen | stabiel met 32 neutronen | stabiel met 32 neutronen | stabiel met 32 neutronen |
| 61Ni                | 1,140               | stabiel met 33 neutronen | stabiel met 33 neutronen | stabiel met 33 neutronen | stabiel met 33 neutronen |
| 62Ni                | 3,634               | stabiel met 34 neutronen | stabiel met 34 neutronen | stabiel met 34 neutronen | stabiel met 34 neutronen |
| 63Ni                | syn                 | 100,1 j                  | β−                       | 3,672                    | 63Cu                     |
| 64Ni                | 0,926               | stabiel met 36 neutronen | stabiel met 36 neutronen | stabiel met 36 neutronen | stabiel met 36 neutronen |

In de natuur komen vijf stabiele nikkelisotopen voor, waarvan 58Ni het meest. Er zijn ongeveer 20 radioactieve isotopen bekend met halveringstijden uiteenlopend van enkele seconden tot duizenden jaren.
- 56Ni wordt in enorme hoeveelheden geproduceerd in type II supernova's. Via 56Co vervalt dat tot het stabiele 56Fe.
- 59Ni wordt vaak gebruikt bij ouderdomsbepalingen van meteorieten en bij onderzoek naar het zonnestelsel.
- 63Ni wordt onder andere toegepast in ECD (electron capture detector) bij de gaschromatografie.

## Toxicologie en veiligheid
In poedervorm is nikkel(II)sulfide carcinogeen. Nikkeltetracarbonyl (Ni(CO)4) is een extreem giftig gas. Metallisch nikkel kan allergische reacties opwekken.

## Wereldproductie en -reserves

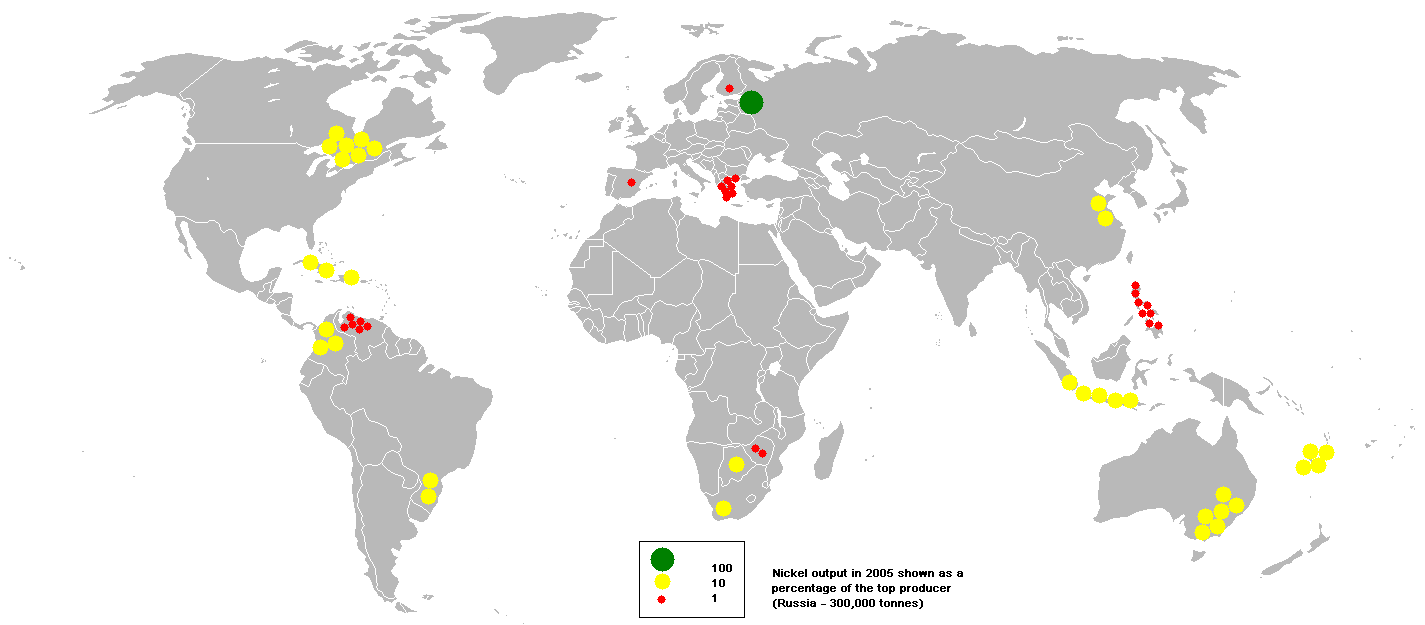
Wereldnikkelproductie in tonnen, 2005

In 2011 was Rusland de grootste producent van nikkel wereldwijd met een aandeel van zo’n 20% gevolgd door Canada en Australië. De grootste nikkelreserves in Europa, maar exclusief Rusland, liggen in Finland en Griekenland. Op land zijn de reserves meer dan 130 miljoen ton, uitgaande van een concentratie van 1% of meer. Verder liggen er nog onbekende hoeveelheden nikkel op de zeebodem.
De grootste producent van nikkel is Nornikel, dit Russisch bedrijf heeft een wereldmarktaandeel van 18%. Op nummer twee staat het Braziliaanse mijnbouwbedrijf Vale (14%) en het Chinese Tsingshan heeft een aandeel van 8% en staat hiermee op de derde plaats. Vale heeft door de overname van het Canadese nikkelbedrijf Inco in 2006 een belangrijke positie in deze markt verkregen.
| Productie en reserves (in tonnen) | 2000      | 2010      | 2015      | 2020      | Reserves 2020 |
| --------------------------------- | --------- | --------- | --------- | --------- | ------------- |
| Australië                         | 168.300   | 170.000   | 234.000   | 169.000   | 21.000.000    |
| Brazilië                          | 45.317    | 59.100    | 110.000   | 77.000    | 16.000.000    |
| Canada                            | 190.728   | 158.000   | 240.000   | 167.000   | 2.000.000     |
| China                             | 51.100    | 79.000    | 102.000   | 120.000   | 2.800.000     |
| Colombia                          | 58.927    | 72.000    | 73.000    | -         | 1.100.000     |
| Cuba                              | 68.305    | 70.000    | 57.000    | -         | 5.500.000     |
| Indonesië                         | 98.200    | 232.000   | 170.000   | 771.000   | 21.000.000    |
| Madagaskar                        | -         | 15.000    | 49.000    | -         | 1.600.000     |
| Nieuw-Caledonië                   | 127.943   | 130.000   | 190.000   | 200.000   | 8.400.000     |
| Filipijnen                        | 23.500    | 173.000   | 530.000   | 334.000   | 4.800.000     |
| Rusland                           | 270.000   | 269.000   | 240.000   | 283.000   | 7.500.000     |
| Verenigde Staten                  | -         | -         | 26.500    | 16.700    | 340.000       |
| Zuid-Afrika                       | 36.616    | 40.000    | 53.000    | -         | 3.700.000     |
| Overig                            | 112.775   | 127.000   | 460.000   | 373.000   | 20.000.000    |
| Wereld totaal                     | 1.250.000 | 1.590.000 | 2.530.000 | 2.510.000 | >95.000.000   |

Nikkel wordt verhandeld op beurzen zoals de London Metal Exchange. Dagelijks komen vraag en aanbod bij elkaar en komt een prijs tot stand. In de onderstaande tabel de gemiddelde prijs van nikkel per jaar.
| 2005   | 2006   | 2007   | 2008   | 2009   | 2010   | 2011   | 2012   | 2013   | 2014   | 2015   |
| ------ | ------ | ------ | ------ | ------ | ------ | ------ | ------ | ------ | ------ | ------ |
| 14.733 | 24.267 | 37.181 | 21.027 | 14.700 | 21.809 | 22.831 | 17.526 | 15.004 | 16.893 | 11.863 |
| 2016   | 2017   | 2018   | 2019   | 2020   | 2021   | 2022   | 2023   |        |        |        |
| 9.595  | 10.410 | 13.114 | 13.914 | 13.787 | 18.465 | 25.734 | 22.000 |        |        |        |